# Alberto Todolí Momparler
Alberto Todolí Momparler (Aielo de Rugat, 24 d'agost de 1971), més conegut com a Alberto, és un pilotaire valencià professional, mitger en la modalitat de raspall.
Té trofeus al seu palmarés que només els té ell i Gorxa, com és Trofeu President de la diputació de l'any 2000. En 45 anys continua sent un referent entre els mitgers de la nòmina profesional i un dels millors com resa el premi al millor jugador profesional de raspall 2014-15 que li atorga la federació de pilota valenciana.

## Palmarés
- Campió per equips de raspall: 1992, 2000, 2007, 2008, 2014[1] i 2015
  - Subcampió per equips de raspall: 2010, 2011 i 2012.[1]
- Campió del Trofeu Mancomunitat de municipis de la Safor: 2004, 2005
  - Subcampió del Trofeu Mancomunitat de municipis de la Safor: 2006, 2007 i 2012
- Campió per equips juvenils: 1986
- Campió Trofeu President de la Diputació: 2000
- Campió Trofeu Bancaixa de Raspall: 2001
  - Subcampió I Copa Diputació de raspall: 2015
- Premi Millor jugador Raspal:l 2014-2015